# Eupsilia sodalis
Eupsilia sodalis är en fjärilsart som beskrevs av Max Wilhelm Karl Draudt 1950. Eupsilia sodalis ingår i släktet Eupsilia och familjen nattflyn. Inga underarter finns listade i Catalogue of Life.